# 프레스턴 브룩스
프레스턴 브룩스(Preston Smith Brooks, 1819년 8월 5일 ~ 1857년 1월 27일)는 미합중국 사우스캐롤라이나주에서 선출된 민주당 하원의원으로 1853년부터 그가 사망한 1857년까지 4년간 의원직을 역임했다.
브룩스는 노예제도의 열렬한 지지자였다. 그러나 그가 역사에서 기억되는 것은 1856년 5월 22일 노예폐지론자이며, 자유토지당 상원 의원 찰스 섬너를 지팡이로 심하게 구타하여 의식불명에 빠트린 사람이라는 것뿐이다. 이 사건은 섬너의 반노예제도 연설에 대한 보복행위였으며, 그 연설에서 섬너가 브룩스의 삼촌 앤드류 버틀러 상원 의원(사우스캐롤라이나주 민주당원)을 공격하는 발언을 했던 것이다. 브룩스의 행위는 많은 남부 사람들의 찬사와 더불어, 북부 사람들에게는 혐오를 불러왔다. 비록 그를 하원에서 축출하려는 시도가 있었지만, 그는 즉각 사임을 했으며, 명목상의 처벌만 받고, 사우스캐롤라이나 하원에 재선되었다. 그러나 다음 임기가 시작되기 직전에 사망했다.
섬너는 중상을 입고, 3년간 상원에 복귀하지 못했으며, 결국에는 대부분 회복되었다.
브룩스의 행위는 전국적인 양극화 반응을 불러와 종종 긴장을 고조시켜 남북 전쟁을 촉발한 주요 요인으로 인용되고 있다.

## 어린 시절
브룩스는 사우스캐롤라이나주 에지필드 군 로즈랜드에서 태어났다. 아버지는 휘티필드이며, 어머니는 매리 파슨즈 캐롤 브룩스였다. 브룩스는 사우스캐롤라이나 칼리지(현재의 사우스캐롤라이나 대학교)에 입학을 했지만, 총기로 현지 경찰을 위협한 혐의로 졸업 직전에 쫓겨났다. 1840년 브룩스는 이후 텍사스주 상원 의원이 되는 루이스 T. 위그폴과 결투를 벌여, 엉덩이에 총을 맞아서 평생동안 지팡이를 짚고 살고 밖에 없게 되었다. 그는 1845년 변호사로 개업했다. 브룩스는 미국 멕시코 전쟁에 팔메토 연대로 참전을 했다.

## 가계
- 초혼: 캐롤라인 하버 민즈(1820–1843)
  - 자녀: 위트필드 D. 브룩스(1843–1843).
- 재혼: 마사 캐롤라인 민즈(1826년 4월 8일 - 1901년 3월 23일)
  - 자녀: 캐롤라인 하퍼 브룩스(1849–1924), 로사 브룩스 (1850–?), 프레스턴 스미스 브룩스(1854–?).

## 정치 경력
그는 1844년 사우스캐롤라아니 주 의회 의원으로 선출되었다. 브룩스는 1853년 민주당으로 33대 미국 의회 의원으로 선출되었다. 그의 동료 하원, 상원 의원과 마찬가지로 브룩스도 흑인이 백인의 노예가 되는 것은 당연한 권리이자 적절하다고 생각하는 극단적인 노예제도 찬성론자의 위치에 있었다. 그래서 노예제도에 대한 어떠한 공격이나 족쇄도 자신들의 정당한 권리에 대한 공격이며, 남부 사회 구조에 대한 침해라고 생각했다.
하원 의원으로 브룩스의 복역 기간동안, 캔자스가 자유주가 될 지, 노예주가 될 지에 대해 주민들의 손으로 결정해야 한다는 캔자스 준주의 노예 제도에 대한 논란이 있었다. (피의 캔자스 참조) 1856년 3월, 브룩스는 다음과 같이 썼다.
| “ | 남부의 운명은 캔자스 문제와 함께 결정될 것이다. 만약 캔자스가 자유주가 된다면, 노예 자산은 미주리 주에서 값이 현재의 절반으로 떨어질 것이다. 그리고 노예제도 폐지론이 우세해질 것이다. 아칸소도, 어퍼 텍사스도 마찬가지일 것이다. | ” |

## 섬너 의원 폭행
1856년 5월 20일, 상원 의원 섬너는 캔자스 범죄를 비난하는 연설을 했다. 그 연설에서 상원 의원 버틀러를 포함하여 남부의 지도자들을 싸잡아 공범으로 간주했다. 섬너는 버틀러를 창녀(노예제도)를 안주인으로 포옹하는 돈키호테에 비유했다. 섬너는 "버틀러는 자신이 기사도를 아는 기사로 믿고 있다"는 말을 했다.
| “ | 물론 그는 기사의 맹세를 할 여인을 선택했습니다. 타인에게는 못났을지 몰라도, 그에겐 항상 사랑스러웠던 거지요. 비록 세상 사람들의 눈을 버릴지라도 자신만 눈에 차면 땡인거지요. 물론 빌어먹을 노예제도를 말하는 겁니다. | ” |

섬너의 연설동안 같이 비난의 대상이 되었던 일리노이 주의 상원의원 스티븐 더글라스는 섬너가 연설을 하는동안 동료들에게 "저 멍청이는 다른 멍청이 새끼에게 총 맞아 뒤질거야."라고 했다.
호퍼(2010년)는 “연설동안 성적인 이미지를 연상시키는 것도 중요한 발언이었다. 그리고 그것은 우발적이지도 않았고, 선례가 없던 것도 아니었다. 노예제도 폐지론자들은 성노예로 쓰기위해 노예제도를 유지하는 것이라고 맹비난을 퍼부었다.”라고 말한다.

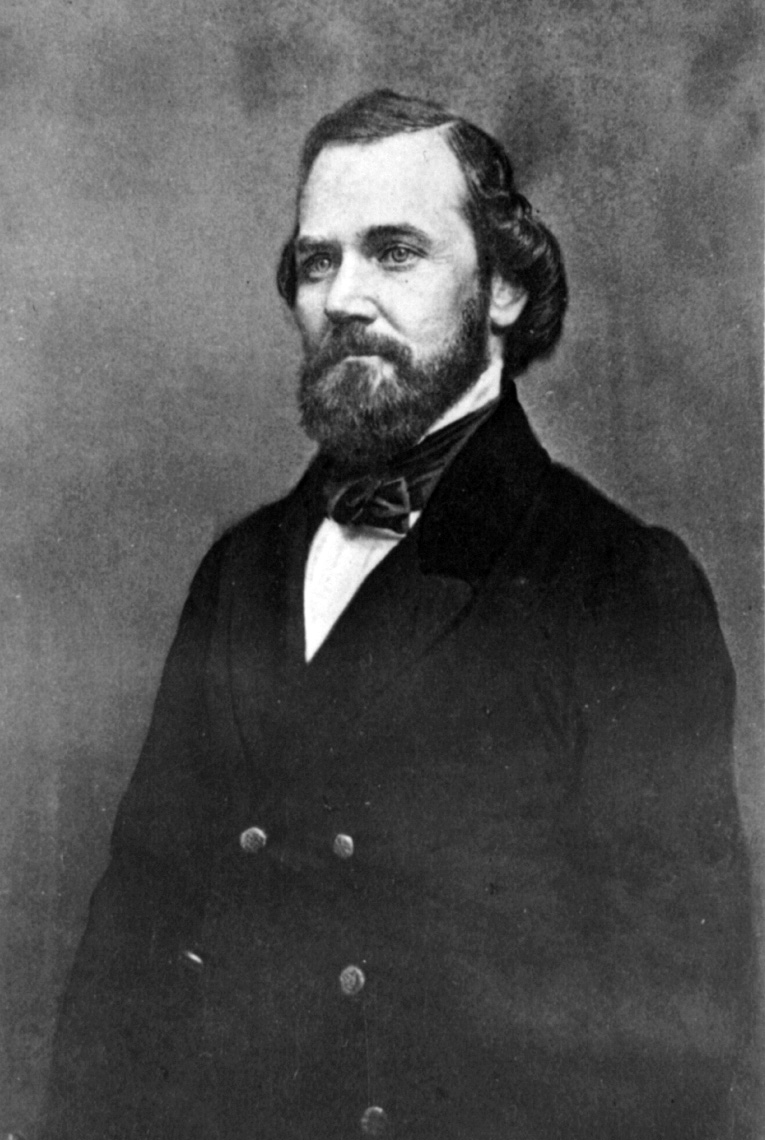
로렌스 M. 케이트

브룩스는 섬너에게 결투를 떠올렸다. 그는 결투 예절에 대해 하원의원 로렌스 M. 케이트(같은 사우스캐롤라이나 민주당원)를 모욕한 바 있었다. 케이트는 결투는 동일한 사회적 지위에 있는 신사들을 위한 것이라고 말했다. 그의 견해에 따르면, 섬너는 버틀러에게 심한 욕설을 했기 때문에 신사가 아니었고, 취객의 술주정이나 다를 바 없었다. 브룩스는 그때 섬너를 공개적으로 때려서 응징하기로 결심했다.
5월 22일, 섬너의 연설 이틀 후에, 브룩스는 케이트를 동반하고 상원 의원회장으로 들어갔다. 개인적인 친분이 있었던 하원의원 헨리 A. 에드먼드슨(버지니아 민주당원)도 같이 했다. (에드먼드슨은 1854년 5월 하원에서 논쟁을 하는 동안 오하이오주 하원 의원 루이스 D. 캠벨에 대한 폭행을 시도하다가 하원경비대에 의해 체포되었다.)

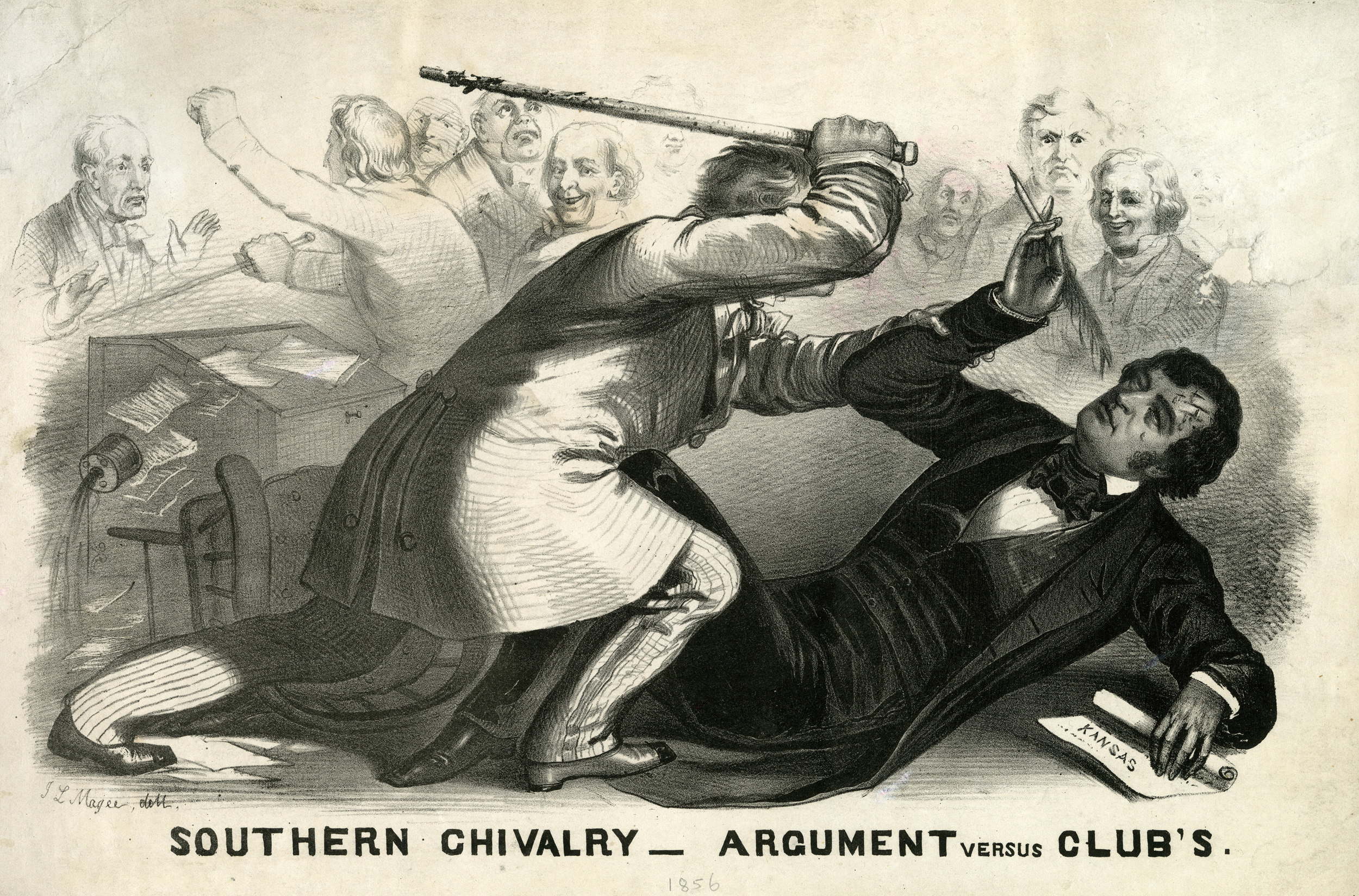
섬너를 폭행하는 장면을 그린 J.L. 매기의 유명한 정치 카툰

브룩스는 의석에 앉아 있는 섬너에게 욕설이 적힌 편지를 건넸다. 그 편지에는 “섬너 씨, 난 당신의 연설을 두번이나 주의깊게 읽어본 적이 있소. 사우스캐롤라이나와 내 친척 버틀러씨에 대한 모욕이었소!”라고 쓰여져 있었다. 섬너가 일어서자, 브룩스는 가지고 있던 금도공 머리 부분이 있는 구타페르카 나무로 된 지팡이로 섬너의 머리를 여러 차례 가격했다. 섬너는 바닥에 볼트로 고정된 무거운 책상 아래로 갖혔지만, 브룩스는 지팡이에 맞아 책상이 바닥에서 빠져 너덜거릴 때까지 섬너를 계속 구타했다. 이때, 섬너는 자신의 피로 범벅이 되어 눈이 보이지 않았다. 그는 복도에서 비틀거리다가 의식을 잃고 쓰러졌다. 다른 여러 상원 의원들이 섬너를 도우려고 했지만, 권총을 들고 “그냥 내버려 둬!”라고 외치는 케이트에 의해 제지당했다. 브룩스는 섬너를 지팡이가 부러질 때까지 때렸고, 그런 다음 조용히 의회장을 케이트와 에드먼드슨과 함께 떠났다.
섬너는 머리 상처의 만성 통증과 외상후 스트레스 증상으로 고통을 받았고, 상원 의석으로 돌아오는데 3년이 걸렸다. 그후에도 평생동안 만성통증과 신경쇠약으로 고통을 받아야 했다.

## 폭행 후
브룩스가 섬너 상원 의원을 폭행한 사건은 전국적으로 지역에 따라 상반된 반응을 불러왔다. 상원 의원들은 스스로를 보호하기 위해 의회장에 칼이나 총을 숨겨서 들어오기 시작했다.

### 남부의 반응
브룩스는 남부, 특히 고향 마을인 사우스캐롤라이나 주에서는 열렬한 격려를 받았다. 그곳에서 섬너에 대한 폭행은 사회적 열등감(그리고 북부 전체)으로부터 온 참을 수 없는 모욕에 맞서 가문(그리고 남부 전체)의 명예를 지킨 합법적이고, 사회적으로 정당한 행위처럼 보였다. 사우스캐롤라이나에서는 브룩스에게 수십 개의 새 지팡이를 보냈다. 그 중 하나에는 “굿 잡(Good Job)”이라는 문구가 새겨져 있었다.
《리치먼드 인콰어러》는 “우리는 개념적으로 그의 행위가 옳다고 생각한다. 더 좋은 집행이었으며, 결과적으로 최고였다고. 상원에 있는 이런 천박한 폐지론자들은 채찍을 때려 순종시켜야 한다”고 환성을 울렸다. 버지니아 대학교의 제퍼슨 문인 토론 협회도 부러진 지팡이를 대신할 새로운 황금 꼭대기 지팡이를 보냈다. 남부 사람들은 그의 폭행을 용인한 수십 개의 새로운 지팡이를 보낸 것이다. 그것들 중 하나엔 “다시 패줘!”라고 새겨져 있었다. 남부의 변호사들은 남은 지팡이 조각으로 반지를 만들었으며, 그것을 브룩스에 대한 연대의 표시로 목에 걸고 다녔다.
브룩스를 하원에서 퇴출하기 위한 시도는 무산되었지만, 브룩스는 7월 15일 사임을 했다. 그는 여전히 섬너를 공격한 것이 ‘미합중국 상원을 우습게 볼 의도는 아니었으며, 섬너를 죽일 의도도 아니었고, 정말 그럴 의도였다면 다른 무기를 사용했을 것’이라고 주장했다.
브룩스는 폭행 사건으로 인해 컬럼비아 특별 행정구 법원에 제소를 당했다. 그는 폭행 혐으로 기소되었지만, 구속되지 않았고 $300의 벌금만 지불했을 뿐이었다.
그는 8월 1일 특별 선거로 공직으로 복귀했으며, 1856년 새로운 임기를 시작할 수 있도록 선출되었다. 브룩스의 공범인 케이트 하원 의원은 1858년 ‘흑인 운전사’라고 욕을 한 펜실베이니아 공화당 상원의원 갈루샤 그로우를 덮쳐 목을 조르려 했다.

### 북부의 반응
반대로 북부에서는 전에 섬너의 극단적인 노예제 폐지론 욕설에 못마땅해하던 온건적인 사람들조차 모두 충격을 받고, 브룩스의 폭력 행위를 혐오하게 되었다. 노예제도 반대론자들은 그것을 남부가 전국적 논쟁에서 패하자, 그들의 감정을 보여주면서 반대론자를 침묵시키기 위해 몽둥이와 총 그리고 보위 나이프에 의존하려 한다는 증거로 인용을 했다. J. L. 매기의 정치풍자 만화는 남부의 과시적 기사도가 ‘말싸움 vs 몽둥이’로 퇴보하였다는 보편적인 북부인들의 정서를 잘 표현하였다.
섬너의 폭행을 가장 신랄하게 비판한 이들 중 하나는 섬너의 동료였던 뉴잉글랜드 출신의 매사추세츠 하원 의원 앤슨 버얼린게임이었다. 버얼린게임이 하원에서 브룩스를 겁쟁이라고 비난하자, 브룩스는 그에게 결투를 신청했고, 버얼린게임은 그 결투를 받아들였다. 도전을 받은 버얼린게임은 무기로 라이블로 하자고 제안했으며, 결투가 금지되지 않은 캐나다 쪽 나이아가라 폭포로 가자고 했다.
전하는 바에 의하면 브룩스는 버어린게임의 급작스런 수락과 그의 총솜씨에 대한 평판에 당황했지만, 애써 무시하고 적대적인 나라(북부 주)를 가로질러 캐나다에 가야한다는 뜽금없는 위험만 말했다. 그는 결국 평생동안 북부인들에게 겁쟁이로 조롱당했다.

## 사망
브룩스는 1857년 1월 27일 새 의회 회기가 시작되기 직전에 갑작스런 후두염으로 사망했다. 그는 사우스캐롤라이나주 에지필드에 묻혔다. 그의 죽음을 알리는 공식 전보에는 “격하게 고통스러워 하다가, 공포스런 죽음을 맞이했다”고 쓰여 있었다. 악천후에도 불구하고, 수천 명의 사람들이 장례식에 참석하기 위해 의사당을 찾았다. 테네시주 하원 의원 존 휴스턴 새비지만이 섬너의 폭행에 대해 언급을 했다. 새비지는 호의적으로 지팡이 구타를 브루투스에 의한 줄리어스 시저의 암살과 동일시했다. 공화당원들은 항의의 표시로 하원을 나갔다. 상원 의원 버틀러는 새비지의 발언을 출판된 속기록에서는 삭제를 했다. 오랜 세월이 지난 후 찰스 섬너는 “나를 때린 것은 그가 아니라 노예제도였습니다”라는 말을 했다. 1872년 섬너는 의원 묘지를 방문하였고, 동료가 브룩스의 비석을 가리키며 어떤 기분이 드느냐고 물었다. 섬너는 다음과 같이 답했다. “굴뚝에서 머리 위로 벽돌 하나가 떨어지는 기분이네. 그는 단지 사악한 권력의 멋모르는 대리인일 뿐이었지.”

## 유산
플로리다주의 브룩스빌(이전 멜렌데즈)과 조지아주의 브룩스 군 은 그를 기념하여 이름을 붙인 것이다.

## 역대 선거 결과
| 선거명        | 직책명                                | 대수 | 정당   | 득표율  | 득표수  | 결과 | 당락                             |
| ------------- | ------------------------------------- | ---- | ------ | ------- | ------- | ---- | -------------------------------- |
| 1853년 선거   | 하원의원 (사우스캐롤라이나 제4선거구) | 33대 | 민주당 | 32.35%  | 2,086표 | 1위  | 사우스캐롤라이나주 하원의원 당선 |
| 1854년 선거   | 하원의원 (사우스캐롤라이나 제4선거구) | 34대 | 민주당 | 66.84%  | 6,149표 | 1위  | 사우스캐롤라이나주 하원의원 당선 |
| 1856년 재선거 | 하원의원 (사우스캐롤라이나 제4선거구) | 34대 | 민주당 | 100.00% | 7,922표 | 1위  | 사우스캐롤라이나주 하원의원 당선 |
| 1856년 선거   | 하원의원 (사우스캐롤라이나 제4선거구) | 35대 | 민주당 | 100.00% | 4,093표 | 1위  | 사우스캐롤라이나주 하원의원 당선 |